# Распад Бельгии

Бельгия на карте Европы

Распад Бельгии — гипотетическая ситуация, представляющая собой исчезновение Королевства Бельгии с карт мира и распад её на несколько независимых государств или же фактический раздел данной территории между другими независимыми странами.

## Возможные сценарии

### Валлоно-фламандский этнополитический конфликт
Наиболее распространённым сценарием возможного распада является этнополитический конфликт между двумя частями этой страны — Фландрией (Фламандским регионом) и Валлонией.
Причинами особой распространенности данного сценария является ряд различий и противоречий между этими регионами, поскольку их жители говорят на разных языках — нидерландском и французском соответственно.
Народы неоднократно конфликтовали в истории из-за языкового различия с самого обретения независимости. В XIX веке французский считался в стране более влиятельным, однако жители Фландрии не желали использовать его на повседневной основе. После закрепления принципа двуязычия в Конституции в 1963 году, межнациональные отношения продолжали обостряться, появилось ряд дополнительных противоречий, которые на сегодняшний день проявляются почти во всех сферах жизни.
В регионах также присутствуют и сепаратистские настроения, которые также могут угрожать распаду. Во Фландрии с начала 2020-х годов активно растёт популярность ультраправой политической партии Vlaams Belang (Фламандский интерес), выступающей за её независимость.

### Раздел между государствами
Одним из возможных сценариев, является также раздел Бельгии между какими-либо независимыми странами. Согласно этому ходу событий, если Валлония и Фландрия объявят независимость, то они будут включены в состав тех стран, где их язык является государственным (Франции и Нидерландов соответственно).